# Zasada najmniejszego działania
Zasada najmniejszego działania Hamiltona – zasada wariacyjna służąca do znajdowania równań ruchu układów fizycznych złożonych z jednej lub wielu cząstek. Zasada ta została podana przez Williama R. Hamiltona w 1834 roku i stanowi jedną z fundamentalnych zasad fizyki klasycznej (porównaj: fizyka kwantowa).

## Działanie Hamiltona
Działaniem Hamiltona obliczonym dla trajektorii {\displaystyle q(t)} w przestrzeni konfiguracyjnej układu fizycznego, łączącej punkt {\displaystyle q_{1}} w chwili {\displaystyle t_{1}} z punktem {\displaystyle q_{2}} w chwili {\displaystyle t_{2}} nazywamy całkę z funkcji Lagrange’a danego układu fizycznego, tj.
{\displaystyle S[q]=\int _{t_{1},q_{1}}^{t_{2},q_{2}}L[q(t),{\dot {q}}(t),t]\mathrm {d} t.}
Działanie zależy od trajektorii {\displaystyle q(t),} wzdłuż której się je liczy.

## Przykład
Dla cząstki swobodnej w przestrzeni {\displaystyle R^{3}} funkcja Lagrange’a jest po prostu równa energii kinetycznej
{\displaystyle L[q(t),{\dot {q}}(t),t]={\frac {mv^{2}}{2}},}
gdzie:
{\displaystyle v={\dot {q}}(t)=const.}
Na podstawie zasady Hamiltona (patrz niżej) można wyprowadzić równanie Eulera-Lagrange’a, które jest równaniem ruchu cząstki o takiej funkcji Lagrange’a – w tym wypadku otrzyma się równanie Newtona w postaci
{\displaystyle {\ddot {q}}(t)=0.}

## Zasada Hamiltona

Gdy układ porusza się, to punkt q opisujący jego stan w przestrzeni konfiguracyjnej kreśli trajektorię. Spośród wielu możliwych trajektorii łączących dane punkty (q1, t1) oraz (q2, t2) (niebieskie linie) rzeczywista trajektoria układu (czerwona) daje ekstremum działania (δS = 0) – niewielkie zmiany δq tej trajektorii nie zmieniają działania.

Zasada Hamiltona głosi, że:
Rzeczywisty układ fizyczny porusza się po trajektorii, dla której działanie Hamiltona przyjmuje wartość stacjonarną (tj. minimum, maksimum lub punkt przegięcia), przy czym w obliczaniu działania rozważa się wszystkie możliwe trajektorie łączące zadany punkt początkowy i końcowy w zadanym czasie.
Jeżeli punkty te leżą blisko siebie, to działanie ma minimum (stąd nazwa: zasada najmniejszego działania).
Jednak w ogólności zasada Hamiltona jest zasadą stacjonarnego działania: przy wariowaniu toru rzeczywistego działanie {\displaystyle S} nie zmieni się w pierwszym rzędzie, a to oznacza, że działanie ma wartość stacjonarną, analogicznie jak dla funkcji jednej zmiennej, gdzie zerowanie się pochodnej oznacza przyjęcie przez funkcję wartości stacjonarnej (tj. minimum, maksimum lub w punkcie przegięcia).
Inaczej mówiąc, zasada Hamiltona oznacza, że wariacja działania przyjmuje wartość równą zeru
{\displaystyle \delta S=0.}
Zasada Hamiltona prowadzi do równań Eulera-Lagrange’a.

## Podejście teleologiczne a determinizm
Zasada najmniejszego działania wydaje się być przykładem tak zwanego podejścia teleologicznego: układ porusza się między dwoma punktami tak, by zrealizować pewien cel (tu: sprawiać, by działanie było stacjonarne). Jednak jest to tylko pozorne, bowiem zasada Hamiltona jest równoważna równaniom Eulera-Lagrange’a (choć nie w każdych warunkach), te zaś stanowią układ równań różniczkowych, które implikują deterministyczny (przyczynowy) ruch układu.

## Inne zasady wariacyjne
- zasada Jacobiego
- zasada Fermata